# Antonietti e Ugonino
Antonietti e Ugonino (Антоньєтті та Угоніно) — з 1905 року італійський виробник автомобілів. Штаб-квартира розташована в місті Турин. У 1906 році компанія припинила виробництво автомобілів.

## Заснування компанії
Antonietti & Ugonino була однією з багатьох автомобільних компаній у часи появи автомобілів, яка існувала дуже короткий період часу і була заснована в Турині.
У 1905 році два акціонери Антоньєтті та Угоніно заснували компанію, яка розпочала роботу у простому гаражі. Назва цієї маловідомої фірми була складена з імен її засновників.

## Виробництво автомобілів. Закриття компанії
Компанія займалася складанням з окремих частин різних імпортних автомобілів свої власні шасі і ставили на них німецькі двигуни Fafnir. Ця продукція надходила у продаж під маркою Fert. Підприємцям було недостатньо бізнесу, і одночасно фірма почала представляти в Італії інтереси сьогодні практично нікому невідомої французької автомобільної фірми Pivot.
На Туринському автосалоні 1906 року Antonietti e Ugonino показали свій новий автомобіль з 4-циліндровим двигуном, об'ємом 3770 см3, і триступеневою коробкою передач. Цей автомобіль був зібраний з іноземних компонентів. Був побудований лише один екземпляр, оскільки компанія Antonietti & Ugonino представила лише один примірник, і в тому ж році відмовилася від виробництва своїх автомобілів.
У 1906 році компанія була закрита.

## Список автомобілів Antonietti e Ugonino
- 1905 — Fert
- 1906 — Antonietti e Ugonino